# Ipomoea asarifolia
Ipomoea asarifolia ist eine Pflanzenart aus der Gattung der Prunkwinden (Ipomoea) aus der Familie der Windengewächse (Convolvulaceae). Die Art ist in Brasilien und möglicherweise in Peru verbreitet.

## Beschreibung
Ipomoea asarifolia ist eine unbehaarte, niederliegend-aufsteigend wachsende Prunkwinde mit herzförmig-nierenförmigen oder nahezu kreisförmigen Laubblättern, die 2,5 bis 8 cm lang werden, etwas breiter als lang und mit fünf bis sieben Adern handartig geadert sind. Ihre Blattstiele erreichen Längen von bis zu 2 cm. 
Die Blütenstandsstiele haben eine Länge von etwa 2,5 cm, die Blütenstiele erreichen eine Länge von 1,5 bis 2 cm und sind oftmals papillös und leicht rau. Die Vorblätter sind eiförmig-langgestreckt und etwa 3 mm lang. Die Blüten haben auffällig ungleich geformte Kelchblätter, die äußeren sind eiförmig und nur halb so lang wie die langgestreckt-eiförmigen, 12 bis 14 mm langen inneren Kelchblätter. Die Krone ist trichterförmig, rosa-lila bis purpur-violett gefärbt. Die Staubfäden sind an der Basis abgeflacht und mit violetten Trichomen filzig behaart. Der Blütenboden ist fleischig.
Die Früchte enthalten schwarze, unbehaarte Samen.
Die Chromosomenzahl beträgt 2n = 30.

## Verbreitung
Die Art ist in Süd- und Mittelamerika beheimatet. Sie kommt auf Bermudas, in Brasilien, Kolumbien, Ecuador, auf Jamaika, in Panama, Paraguay, Peru und Venezuela vor.

## Systematik
Innerhalb der Gattung der Prunkwinden (Ipomoea) ist die Art in die Sektion Erpipomoea der Untergattung Eriospermum eingeordnet.

## Belege